# 绿骑士
绿骑士（英語：Green Knight）是在亚瑟王传说中登场的神秘骑士。由女巫摩根勒菲蛊惑亚瑟王的圆桌骑士們，進而一手创办的邪恶骑士团。

## 绿骑士的起源
摩根勒菲在卡美洛照顾受伤的圆桌骑士们，对他们进行魔法治疗。王后桂妮薇儿的堂弟居约马尔拜访卡美洛城堡时，两人深深相爱了。但桂妮薇儿禁止两人见面,为此摩根勒菲记恨在心，便以魔法創造不死的“绿骑士”，派遣綠騎士去考驗亚瑟王和圓桌骑士们，同时也為了威慑桂妮薇儿。
圆桌骑士之一的高文砍下绿骑士的头颅，无形中也成为了摩根勒菲的忠实拥趸。

## 最初文献

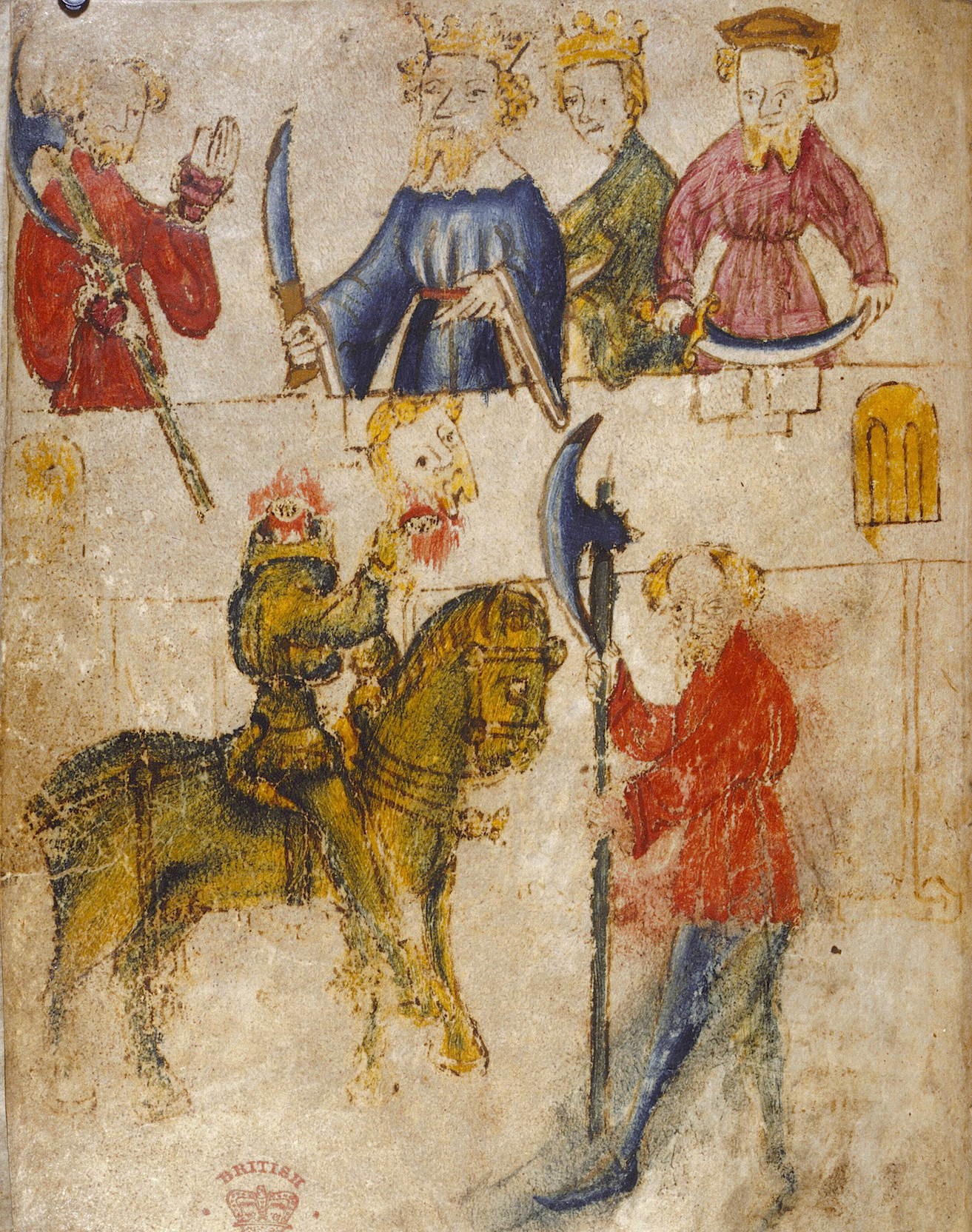
绿骑士

《高文爵士與綠騎士》（Gawain and the Green Knight），14世纪英文叙事詩，體裁為「头韵歌」。

## 近代改编
近代改编中讲述绿骑士是阿瓦隆九姐妹或湖中妖女的守护骑士，同时也是保护阿瓦隆圣地的卫士。专门考验苦行寻找圣杯的骑士，并在必要的时刻指引他们的方向。绿骑士时常徘徊在森林之中，残酷处死圣地的野兽与入侵者，并有着“灵魂猎手”的称号。